# António Menezes Cordeiro
António Manuel da Rocha e Menezes Cordeiro (Coimbra, 7 de setembro de 1953) é um professor de Direito, jurisconsulto e advogado português. 

## Biografia
Licenciado em Direito (1975) e doutor em Ciências Jurídicas (1985) — com a tese Da Boa Fé no Direito Civil —, pela Universidade de Lisboa, foi também, no seu percurso académico, bolseiro de investigação na Faculdade de Direito de Munique e desenvolveu actividade em várias outras universidades. 
Professor catedrático e decano do grupo de Ciências Jurídicas da Faculdade de Direito da Universidade de Lisboa, regeu as cadeiras de Teoria do Direito, Direitos Reais, Direito das Obrigações, Introdução ao Estudo do Direito, Teoria Geral do Direito Civil, Direito da Economia, Direito do Trabalho, Direito Bancário e Direito Comercial.
Na mesma instituição exerceu funções como presidente do Conselho Diretivo (1989-1991), presidente do Conselho Científico (1998-2001) e coordenador do Centro de Investigação de Direito Privado, desde 2014. 
É autor de cerca de quatro centenas de publicações, das quais cumpre destacar a sua tese de doutoramento, Da Boa Fé no Direito Civil (1984), bem como tratados e manuais: o Tratado de Direito Civil Português, atualmente com dez volumes, tendo o primeiro sido publicado em 1999; Manual de Direito Bancário, 4.ª edição, (2010); Manual de Direito das Sociedades, 2.ª edição (2007); Manual de Direito Comercial, 2.ª edição (2007).
Sócio efetivo da Academia de Ciências de Lisboa, é subdiretor da Revista da Ordem dos Advogados, diretor-adjunto da revista O Direito e diretor da Revista de Direito das Sociedades.
É sócio fundador da sociedade de advogados António Menezes Cordeiro e Associados, Sociedade de Advogados, com sede na Praça Duque de Saldanha, Edifício Atrium Saldanha, N.º 1, 11.º A, em Lisboa.
Exerce advocacia desde 1980 e desde 1985 é jurisconsulto, com participação em mais de 2000 processos, sobretudo nas áreas civil, comercial, bancária, laboral, mobiliária e das sociedades. Participou como árbitro em cerca de 180 arbitragens nacionais e internacionais.
Desempenha vários cargos sociais e, designadamente: é Presidente da Mesa da Assembleia Geral da Portugal Telecom, SGPS, SA, desde 2006 e da Mesa da Assembleia Geral do Banco Comercial Português, SA, desde 2008.